# شی‌یون
یون شی-یون (کره‌ای: 윤시윤؛ زادۀ ۸ ژانویه ۲۰۰۵) که با نام شی‌یون شناخته می‌شود، خواننده و رقصندۀ اهل کره جنوبی است. او یکی از اعضای گروه پسرانۀ امپرس‌اندوان است.